# Đinh Bộ Lĩnh
Đinh Bộ Lĩnh (chiń. 丁部領; pinyin Dīng Bùlǐng; ur. 924, zm. 979) – pierwszy cesarz Wietnamu, panujący w latach 968–979.

## Życiorys
Według wietnamskich kronik pochodził z rodziny chłopskiej, został adoptowany przez lokalnego feudała, prefekta Hoa Lư.
Był jednym z dwunastu watażków walczących o kontrolę nad terytoriami Kinhów, po zjednoczeniu kraju pod swoimi rządami w 968 jako pierwszy władca w historii Wietnamu przyjął tytuł cesarza (wiet. Hoàng đế) czyniąc swój kraj teoretycznie równy Chinom. Ustalił oficjalną nazwę państwa na Đại Cồ Việt (od chiń. 大瞿越; dosł. „Wielkie Buddyjskie Yue”). Zawarł też układ o nieagresji z cesarzem Chin, jednak Song Taizu tytułował go jedynie królem (wang), nie cesarzem.
Lĩnh energicznie zreformował administrację i siły zbrojne Đại Cồ Việt, aby wzmocnić fundamenty nowego państwa. Założył dwór królewski oraz określił hierarchię urzędników cywilnych i dowódców wojskowych.
Po jedenastu latach panowania (979), Đinh Bộ Lĩnh i jego najstarszy syn Đinh Liễn zginęli w zamachu. Zamachowiec został niezwłocznie zabity przez wiernego zwolennika Lĩnha, Nguyễn Bặca, który zadbał by tron objął 6-letni wówczas jedyny żyjący syn cesarza, Đinh Toàn. Małoletni następca nie był w stanie faktycznie sprawować funkcji i dynastia Đinh upadła w rok po śmierci Lĩnha. 